# Rita Gildemeister
Rita Gildemeister (República Democrática Alemana, 6 de marzo de 1947) es una atleta alemana retirada especializada en la prueba de salto de altura, en la que consiguió ser subcampeona europea en pista cubierta en 1973.

## Carrera deportiva
En el Campeonato Europeo de Atletismo en Pista Cubierta de 1973 ganó la medalla de plata en el salto de altura, con un salto por encima de 1.86 metros, siendo superada por la búlgara Yordanka Blagoeva  (oro con 1.92 metros) y por delante de la checoslovaca Milada Karbanová  (bronce también con 1.86 metros pero en más intentos).